# Науйининкай

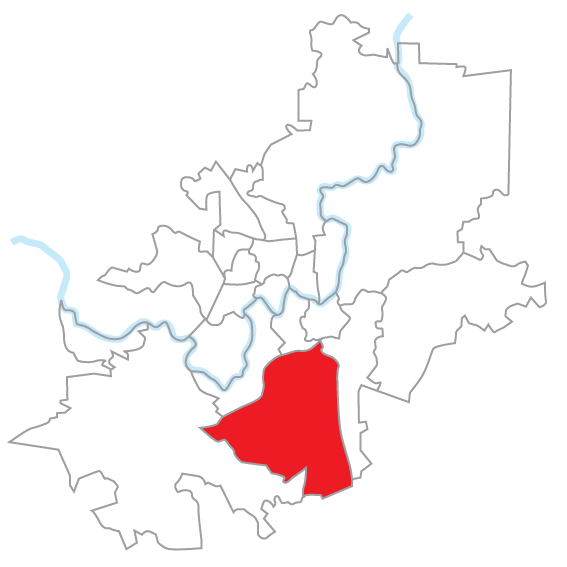
Науйининкское староство

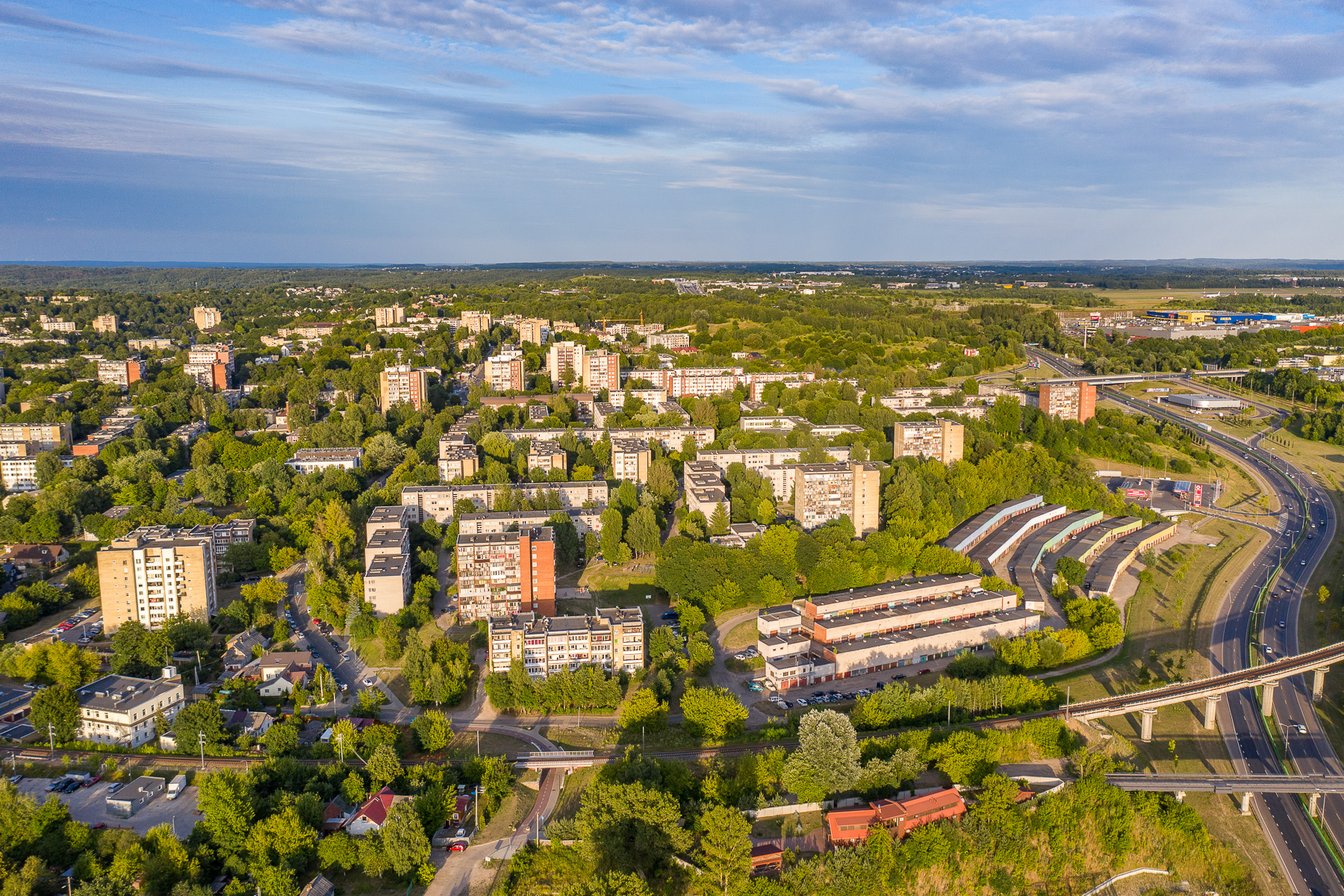
Вид на район Науйининкай с воздуха

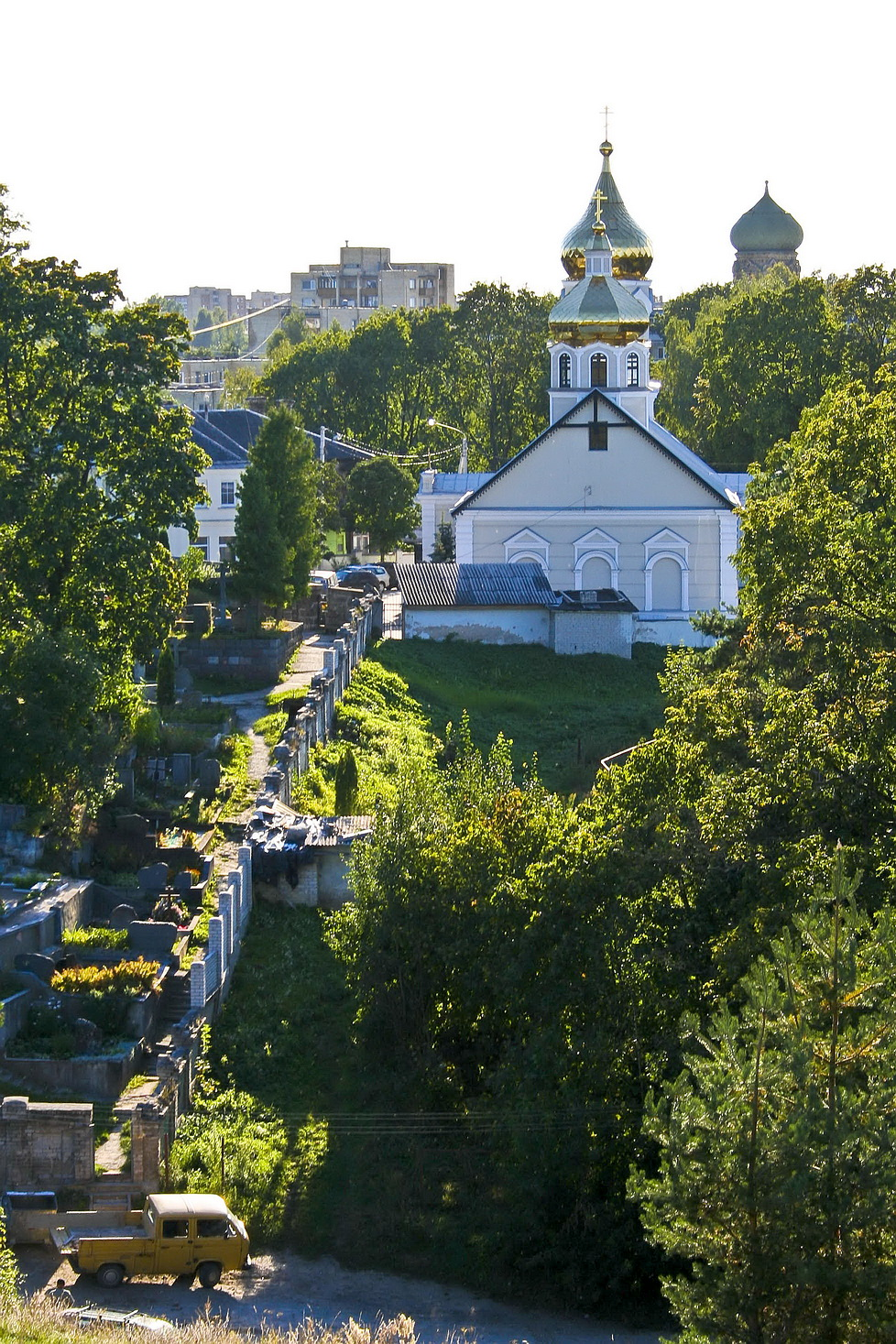
Старообрядческое кладбище и храм

Науйини́нкай (лит. Naujininkai (переводится примерно как «Новинки»; до 1917 года — Новый Свет) — район Вильнюса, расположенный к югу от Науяместиса и Старого города, за железной дорогой и железнодорожным вокзалом, входит в состав Науйининкского староства. 
Имеются поликлиника, Церковь Святого Александра Невского, старообрядческий Свято-Покровский храм и прилегающее к нему кладбище старообрядцев, кладбища караимов и татар.
В нескольких километрах к югу от района находится Вильнюсский аэропорт.